# Albany (cratera)
Albany é uma cratera marciana. Tem como característica 2 quilômetros de diâmetro. Deve o seu nome à cidade Albany, situada no estado de Nova Iorque, nos Estados Unidos.